# Micro-région de Nagykanizsa
La micro-région de Nagykanizsa (en hongrois : nagykanizsai kistérség) est une micro-région statistique hongroise rassemblant plusieurs localités autour de Nagykanizsa.